# Gobernador Ugarte
Gobernador Ugarte es una localidad argentina compartida entre los partidos de Veinticinco de Mayo y Alberti, en la provincia de Buenos Aires, siendo las vías del ferrocarril la división entre ambos partidos. Al noreste desde el acceso de la Ruta 51 hasta las vías es parte de Alberti y al sudeste a partir de las vías de Veinticinco de Mayo donde se encuentra el casco del pueblo.
Los terrenos donde se encuentra emplazado fueron donados en 1908 por Indalecio Frede de Molina para la construcción de la estación y el trazado del pueblo.

Se encuentra en el kilómetro 214 de la ruta provincial 51, entre las ciudades de Chivilcoy y Veinticinco de Mayo. Sus dimensiones son 10 cuadras por 10 cuadras, con la plaza como centro del trazado. 

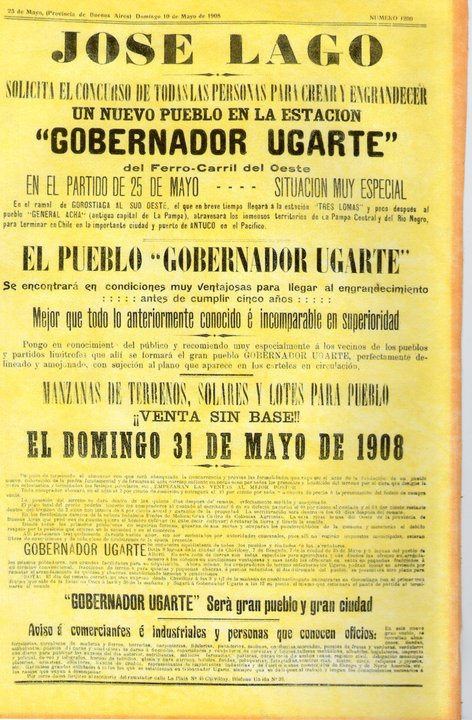
Solicitada

## Población
Cuenta con 547 habitantes (Indec, 2010), lo que representa un descenso del 2,5% frente a los 561 habitantes (Indec, 2001) del censo anterior.

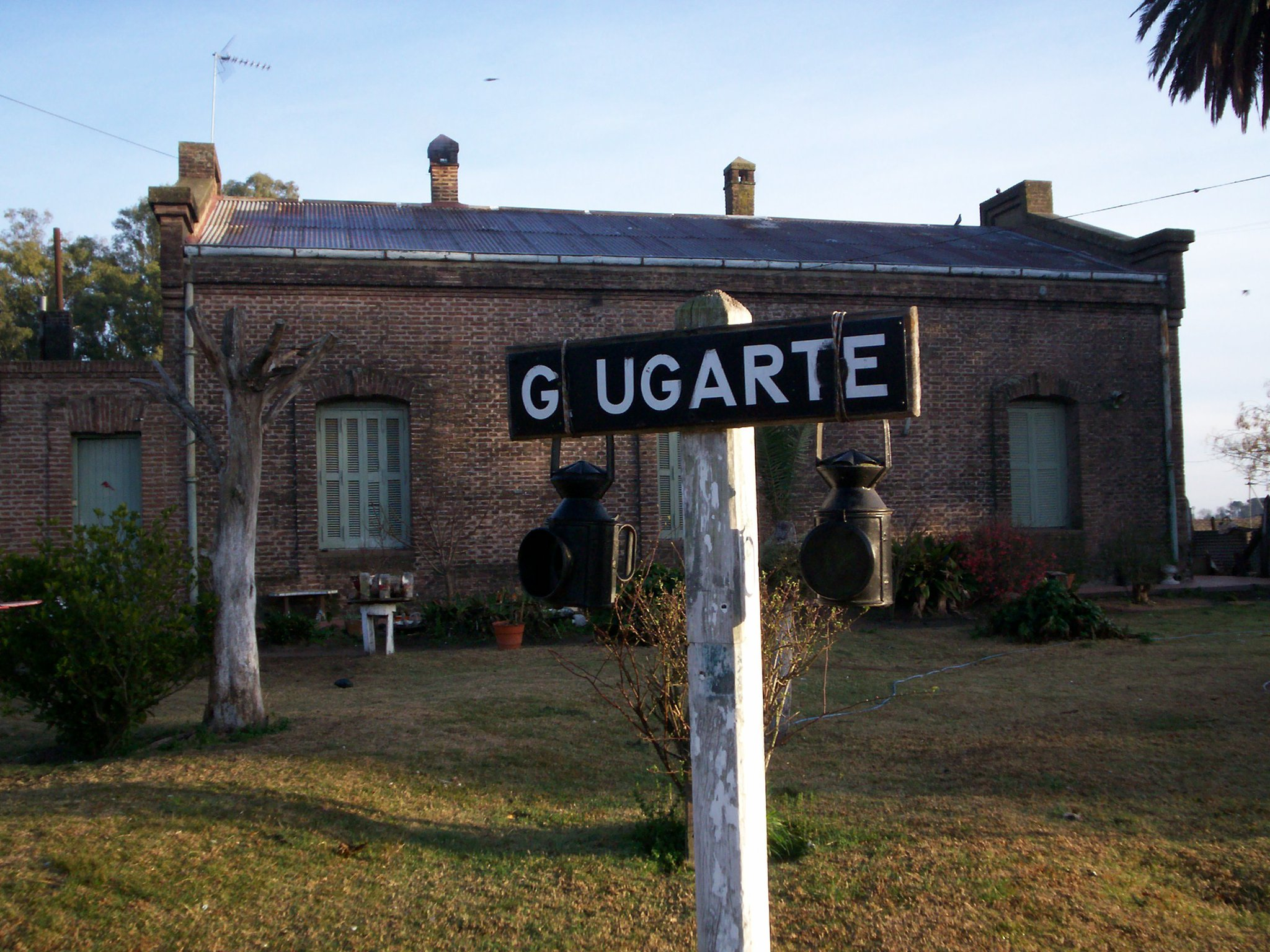
Estación Gobernador Ugarte del FFCC Sarmiento, ramal a Anderson.

| Gráfica de evolución demográfica de Gobernador Ugarte entre 1991 y 2010 |
|                                                                         |
| Fuente: Censos nacionales del INDEC                                     |

## Historia
El pueblo de Gobernador Ugarte fue fundado el domingo 31 de mayo de 1908 a partir del remate de los terrenos que forman el pueblo por parte de José Lago. Su estación ferroviaria se encuentra en el km 190,5 del FFCC Sarmiento (tomando a Once como km "0"), sobre el ramal Gorostiaga - Anderson. El aviso rezaba:

## Instituciones
- Delegación municipal 25 de Mayo (Municipalidad de 25 de Mayo)
- Sub Comisaría Gobernador Ugarte (Policía de la provincia de Buenos Aires)
- Cuartel de Bomberos Voluntarios Gobernador Ugarte
- Jardín de infantes Número 907
- Escuela Primaria Número 41
- Escuela de educación secundaria Número 6
- Biblioteca popular
- Capilla San Pablo (Iglesia católica)
- Hospital geriátrico
- Cooperativa de Consumo de Electricidad, Teléfono y Agua Potable Gobernador Ugarte Ltda.
- Comisión de Fomento
- Asociación Civil Gobernador Ugarte (en formación)
- Club Social
- Club Defensores de Gobernador Ugarte
- Centro Unión de Jubilados y Pensionados
- Peña Folclórica (en desuso)
- Huerta Orgánica